# 賴恩爵
賴恩爵（1795年—1848年），字简廷，生於嘉慶元年，清朝广东新安县大鹏城（今深圳市龙岗区大鹏街道）人，父亲赖英扬官至浙江定海镇总兵。1839年，时任补海门营参将的賴恩爵在官涌之戰击退英军，授予呼尔察图巴图鲁，授副将。1841年9月21日，賴恩爵升任为南澳镇总兵。1843年12月25日，担任广东省水师军务提督，1848年，赖恩爵病逝。
道光二十一年正月初六日（1841年2月），英國海軍指揮官伯麥 照會清軍大鵬協副將賴恩爵，聲稱查理·義律和琦善已訂有將香港等處全島讓給英國的條約，敦促清軍急促從香港撤退。廣東巡撫怡良時被排斥在對英交涉之外，聞訊後立即密報朝廷，彈劾琦善私許香港。此後，琦善既不敢當面拒絕英方的要求，又不敢擅自在英方擬就的善定事宜上簽字，只能稱病行緩兵之計。
清代武官職以建威將軍為最高，為正一品，振威將軍為從一品，排第二。
賴恩爵及大鵬屬地官兵，應於第一次鴉片戰爭時期聽命於清道光帝派出的欽差林則徐及廣東水師提督關天培，估計曾參于多次穿鼻洋至廈門海域戰爭，及九龍海面對英軍之對抗。鑑於林則徐要封鎖虎門及香港港口，賴恩爵上報清庭要求加建修護九龍寨城，道光帝下令廣東出資。今日九龍寨城遺址還有“大鵬協府”，內有衙門為當年大鵬將兵駐守之據。
深圳市有振威将军赖恩爵墓，為深圳市文物保护单位。